# Kaylin Squyres
Kaylin Squyres (Oakland, 10 giugno 1994) è una pallavolista statunitense.
Gioca nel ruolo di schiacciatrice nel Franches-Montagnes.

## Carriera
La carriera di Kaylin Squyres inizia nei tornei scolastici californiani, giocando per la Whitney High School di Rocklin; dopo le scuole superiori gioca a livello universitario, partecipando al 2012 al 2015 alla NCAA Division I con la University of California, Davis.
Nella stagione 2016-17 firma il suo primo contratto professionistico in Svizzera, dove difende i colori del Franches-Montagnes, in Lega Nazionale A.